# مولودية وهران
نادي مولودية وهران  هو نادي جزائري متعدد الرياضات مقرّه في وهران، معروف بنادي كرة القدم وكرة اليد، أحد أبرز النوادي الجزائرية، العربية والإفريقية. تأسس في 1 يناير 1917 و تم إعادة تكوينه في 14 ماي 1946. كان يسمى في فترة ما بين 1977 و 1987 مولودية نفط وهران. يلعب نادي كرة القدم في ملعب أحمد زبانة وهو النادي الجزائري الوحيد الذي لعب في درجة القسم الأول منذ بدايتها عام 1962 ولم يلعب في القسم الثاني إلا في موسم واحد في 2008-2009 حيث صعد مجدداً إلى حظيرة الكبار.

## نبذة تاريخية

### تأسيس المولودية في 1917
في 1 يناير 1917 والموافق لليلة الاحتفال بالمولد النبوي الشريف تأسس نادي تحت اسم نادي المولودية الإسلامية الوهرانية (MCM Oran) في حي المدينة الجديدة و من بين الأعضاء المؤسسين ، عبد القادر بن دوبة و الذي يعتبر أول رئيس للنادي ، بوعمران بن دوبة ، الهواري عرفي و غيرهم. و يعتبر هذا النادي، الأول الذي حمل اسم المولودية في الجزائر. والمولودية مثل أغلب النوادي الجزائرية التي تأسست في بداية القرن الـ19 كان هدفها الأسمى محاربة الاستعمار وذلك بإسماع صوتها للخارج، كما مر النادي بالعديد من المحطات التارخية أبرزها :
- يوم 22 أكتوبر 1924 : إندمج النادي مع نادي إسلامي آخر هو نادي الحامدية الإسلامية الوهرانية الذي تأسس سنة 13 أبريل 1921 والذي كان يلعب في صفوفه علي بن توتي، أحد الأعضاء الذين أعادو إحياء نادي مولودية وهران عام 1946. و أصبح يسمى النادي بعد الإندماج ، نادي المولودية الحامدية الإسلامية الوهرانية (MHCM Oran).
- 1931 : تم تغيير الاسم إلى نادي المولودية الوهرانية (MC Oran).
- 1939 : قرر النادي توقيف نشاطاته الرياضية بسسب إندلاع الحرب العالمية الثانية حتى نهايتها عام 1945.
- يوم 14 ماي 1946 : قرر بعض المسيرين واللاعبين القدامى في صفوف النادي، تكوين و إعادة إحياء النادي تحت اسم نادي المولودية الوهرانية أو نادي مولودية وهران.

### إعادة احياء النادي سنة 1946
بعد توقف ابان الحرب العالمية الثانية ، تقرر اعادة احياء النادي في 14 ماي 1946 حيث اجتمع 4 رجال (المؤسسين) في حي الحمري ليتفقوا على إحياء فريق اسمه مولودية وهران. سُمّي بمولودية وهران نسبة للمولود النبوي الشريف. المنشؤون هم محمد بصول، علي بن توتي، عمر أبونا ورضوان سريك بو طالب و ميلود بن دراعو أول رئيس لرابطة سباق الدراجات.
و قد جرت مراسيم احياء النادي في مسجد أبو بكر الصديق بالحمري وحضرها الشيخ سعيد الزموشي الذي كلفه الشيخ سي الطيب المهاجي بهذه المهمة والذي يُعتبر أحد مؤسسي جمعية العلماء المسلمين في الجزائر رفقة العلامة عبد الحميد بن باديس، وقد دعا الشيخ سعيد زموشي لهذا الفريق بالنجاح والتوفيق وبأن يكون مثل يقتدى به من طرف الشبيبة الجزائرية.

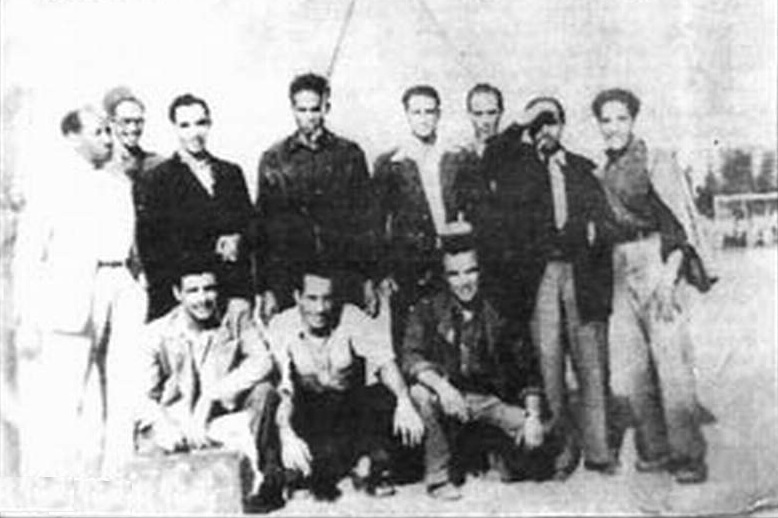
مؤسسو فريق مولودية وهران عام 1946م

### مسيرة نادي مولودية وهران
لنادي مولودية وهران تاريخ كبير منذ بداية البطولة الجزائرية سنة 1962 وقدّم النادي دوما، خاصة خلال السنوات الذهبية أي عشرية السبعينات، الثمانينات والتسعينات أسماء كبيرة في كرة القدم الجزائرية وحتى في أفريقيا، مثل لخضر بلومي، تاج بن سحاولة، نصر الدين دريد، كريم ماروك، بما فيهم أبناء النادي مثل عبد القادر فريحة، سيد أحمد بلقدروسي، ميلود هدفي، هواري بديار، عبد الله قشرة، بن يعقوب سباح، حبيب بن ميمون، الطاهر شريف الوزاني، عبد الحفيظ تاسفاوت...إلى آخره.
خلال هذه الفترة، على الصعيد الوطني، فاز النادي بالدوري المحلي أربع مرات، بكأس الجزائر أربع مرات، كأس الرابطة الجزائرية مرة واحدة. أما دوليّا، ففاز النادي بكأس الكؤوس العربية للأندية مرتين، كأس السوبر العربية مرة واحدة. وكان نادي مولودية وهران الوصيف في دوري أبطال أفريقيا عام 1989 وفي دوري أبطال العرب عام 2001.

وبفضل كل هذا التاريخ وهذه التتويجات، يعتبر النادي واحد من أكبر الأندية الجزائرية، العربية والأفريقية.

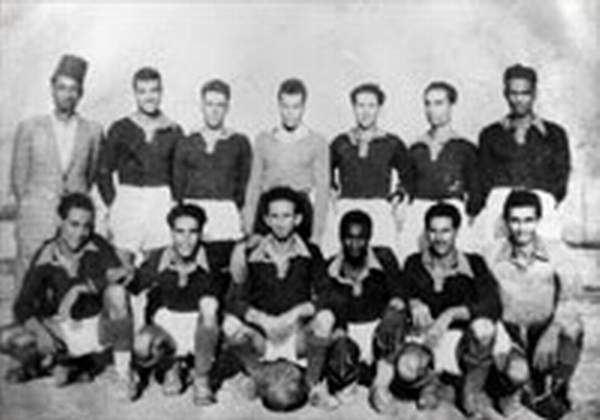
1946
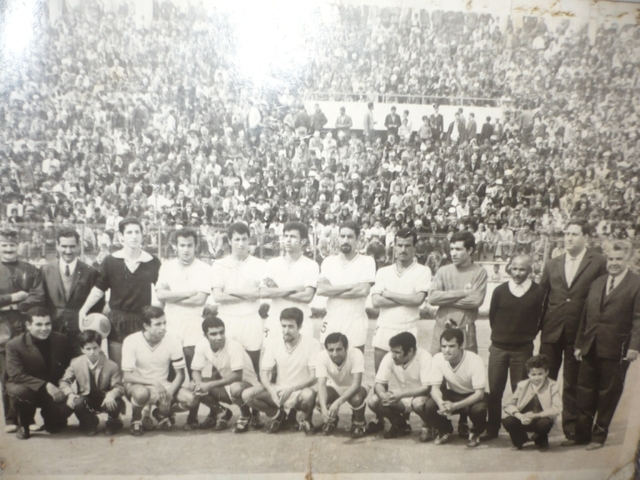
1969
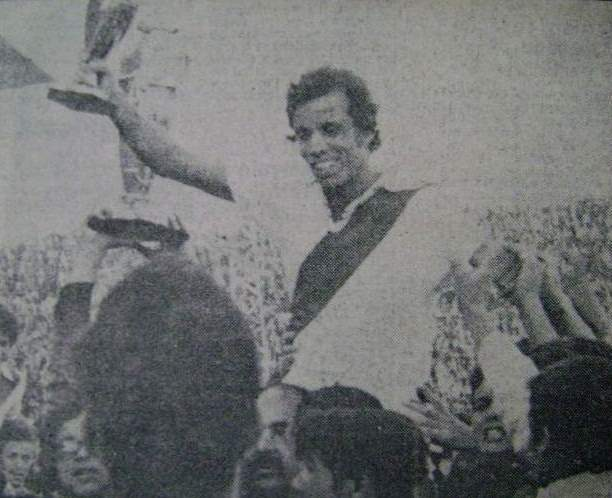
1971
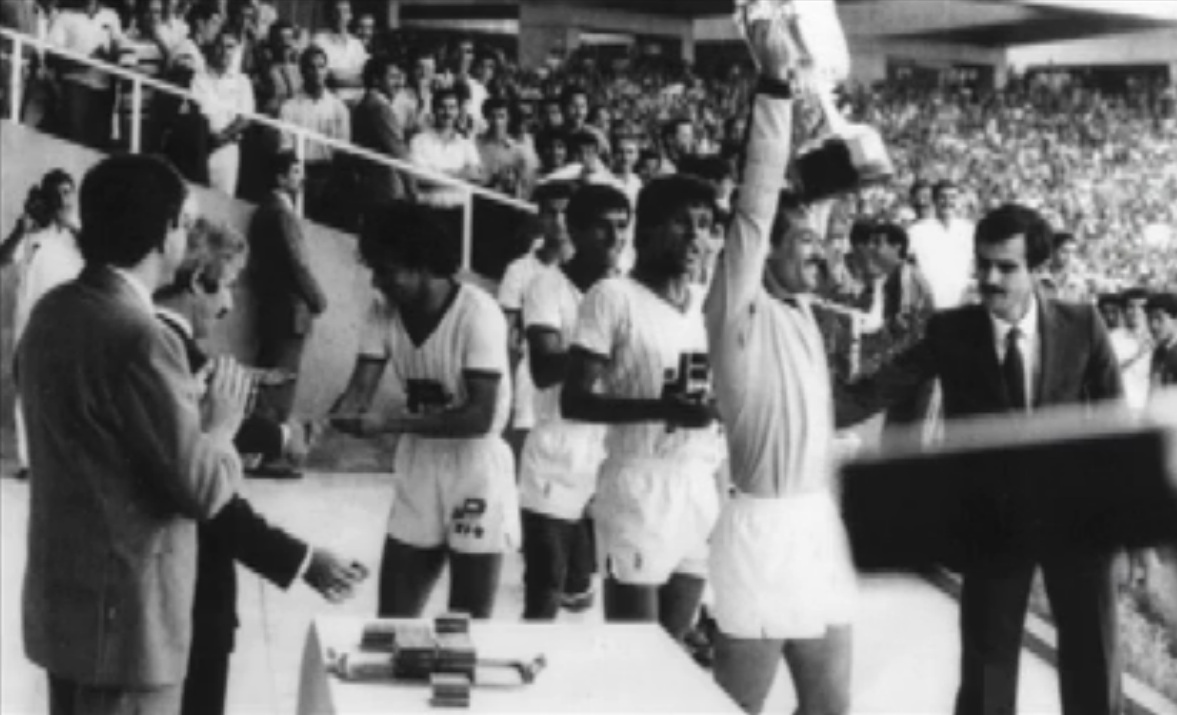
1985
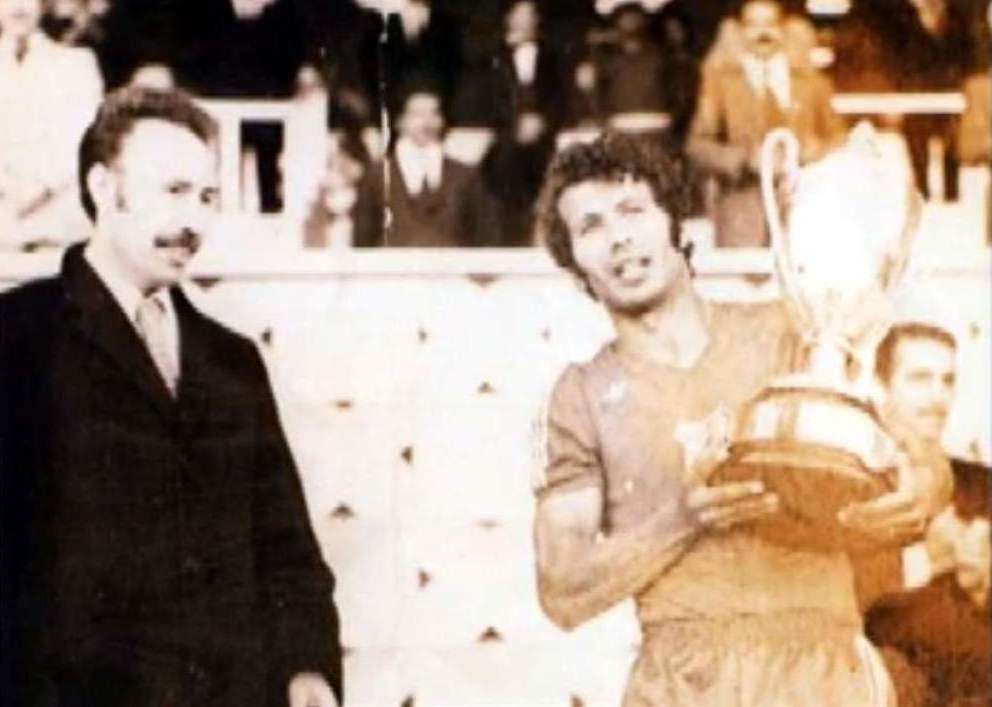
1975
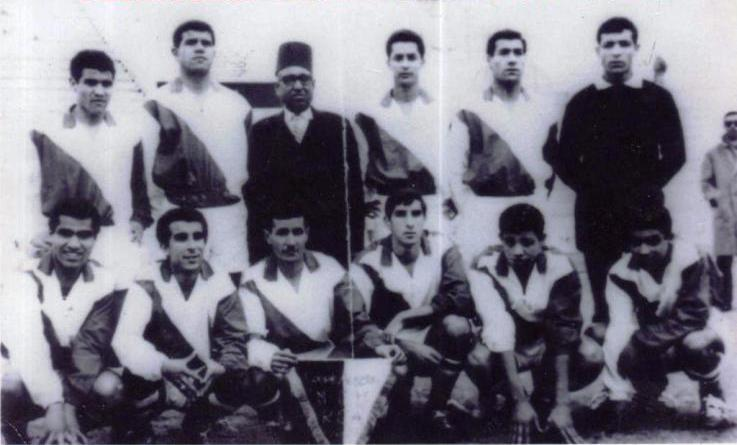
1963/1962
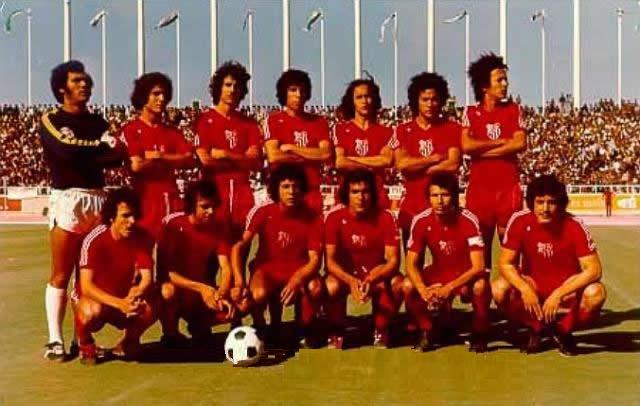
بطل كأس الجمهورية عام 1975

## ملعب أحمد زبانة

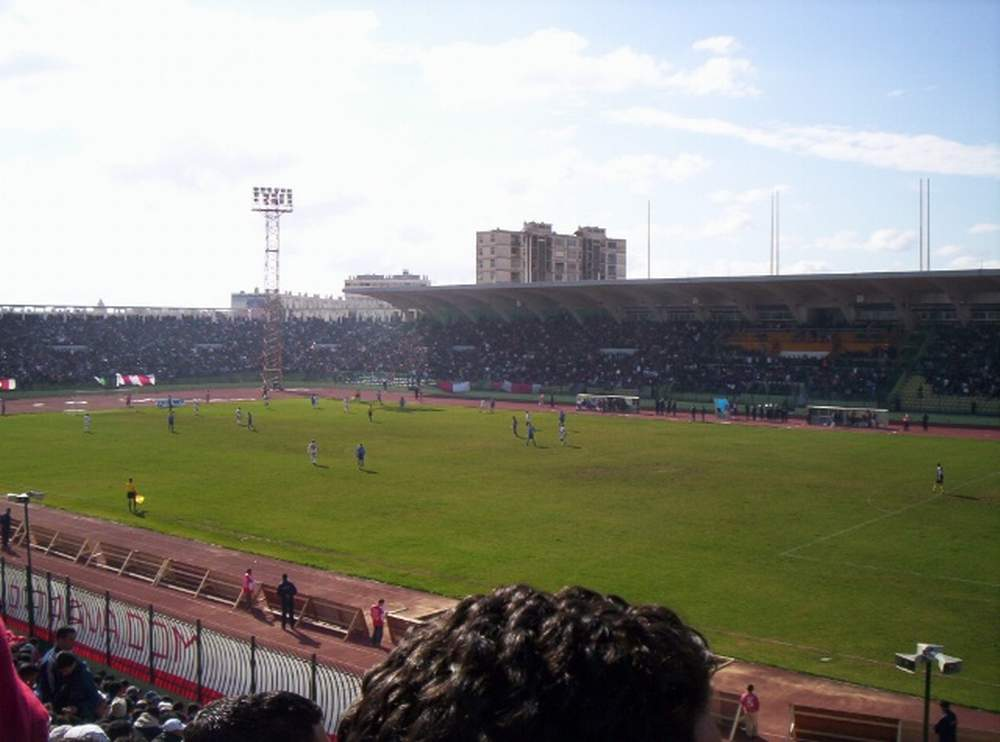
ملعب الشهيد أحمد زبانة

يستقبل فريق مولودية وهران منافسيه بملعب أحمد زبانة أو ما يعرف سابقا بملعب 19 جوان والذي يتسع إلى 40 ألف متفرج حيث شهد هذا الملعب أبرز انتصارات الفريق وتتويجاته.
وقد سبق لأسطورة كرة القدم العالمية، البرازيلي بيليه أن لعب مباراة مع فريقه نادي سانتوس على ملعب أحمد زبانة. يضطر فريق مولودية وهران في بعض الأحيان إلى الاستقبال في ملعب الحبيب بوعقل بسبب التعديلات التي تطرأ على ملعب أحمد زبانة.

## الحمراوة
يلقب أنصار مولودية وهران بالحمراوة نسبة إلى حي الحمري العتيق. وأهم ما يميز الحمراوة هو الأهازيج القوية التي يطلقونها في الملعب حيث معروف عنهم تأليف الأغاني الرياضية منذ القدم. يضاف إلى هذا، تنقلاتهم الكثيرة إلى مختلف أنحاء الوطن حيث أنهم أوفياء لفريقهم إلى درجة كبيرة ويقفون معه في السراء وفي الضراء. وقد ساهموا كثيرًا في موسم 2009/2008 في عودة المولودية إلى القسم الوطني الأول بفضل تواجدهم بأعداد كبيرة في الملعب.

## شعار النادي

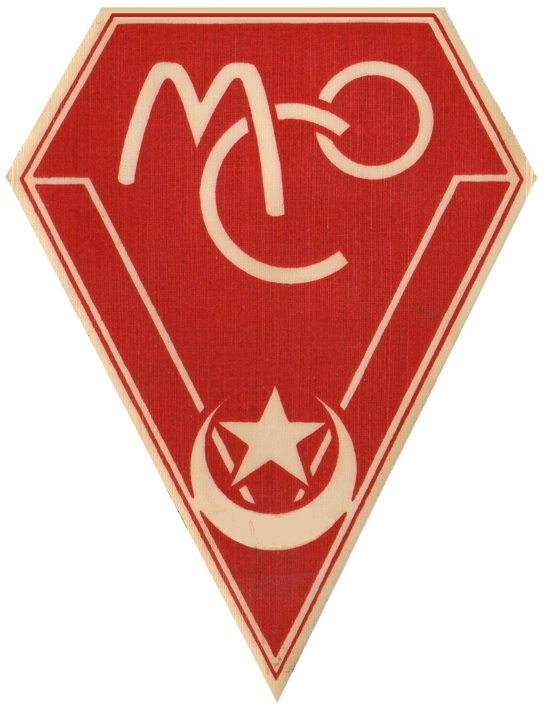
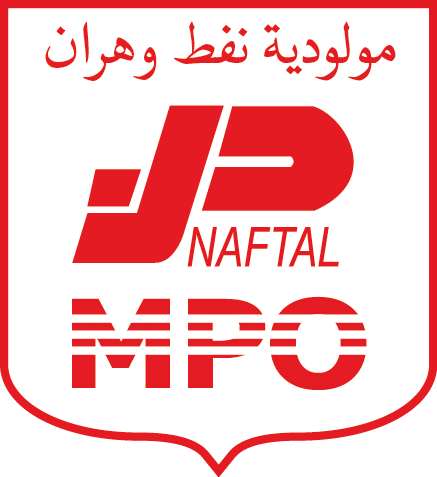
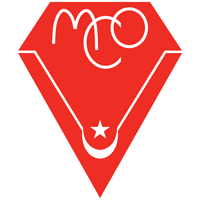

## رؤساء النادي
| رئيس النادي                                | الفترة      |
| ------------------------------------------ | ----------- |
| عبد القادر بن دوبة                         | 1917 - 1924 |
| عبد القادر بن دوبة و مصطفى حاج حسان بشطرزي | 1924 - 1931 |
| عبد القادر بن دوبة                         | 1931 - 1946 |
| أبونا عمر بن داود                          | 1946 - 1963 |
| قادة حاج فالي                              | 1963 - 1965 |
| حميدة بلزرق                                | 1965 - 1968 |
| بومدين بن تابت                             | 1968 - 1971 |
| بغدادي صديقي                               | 1971 - 1974 |
| محمد بن قادة                               | 1974 - 1982 |
| غالم شاوش                                  | 1982 - 1991 |
| يوسف جباري                                 | 1991 - 1994 |
| بلقاسم الإمام                              | 1994 - 2000 |
| يوسف جباري                                 | 2000 - 2003 |
| مراد مزيان                                 | 2003 - 2006 |
| يوسف جباري                                 | 2006 - 2008 |
| بلقاسم الإمام                              | 2008 - 2010 |
| الطيب محياوي                               | 2010 - 2011 |
| يوسف جباري                                 | 2011 - 2014 |
| أحمد "بابا" بلحاج                          | 2014 - 2019 |
| الطاهر شريف الوزاني (مدير عام)             | 2019 - 2020 |
| الطيب محياوي                               | 2020 -      |
| يوسف جباري                                 | 2021 - 2023 |
| بن عودة صلاح الدين حبيب دحو (رئيس مؤقت)    | 2023        |
| شكيب بومدين غوماري                         | 2023 - 2025 |
| سيدي محمد حجيوي                            | 2025 -      |

## الرياضيين الكبار عبر تاريخ النادي

### كرة القدم
| - لخضر بلومي - عبد القادر فريحة - ميلود هدفي - عبد الحفيظ تاسفاوت - كريم ماروك - الطاهر شريف الوزاني - تاج بن سحاولة - عبد القادر فيرود - نصر الدين دريد - سيد أحمد بلقدروسي |  | - علي مصابيح - عمر بلعطوي - عبد الله قشرة - هواري بديار - مراد مزيان - محمد سالم - محمد رضا عاصيمي - سيد أحمد زروقي - هواري بديار - بشير سبع |  | - بشير مشري (بابي) - وناس مشكور (سيكي) - فيصل مقني - سنوسي مجاهد - الحبيب بن ميمون - علي بن حليمة - سيد أحمد بن عمارة - نصر الدين قايد - قويدر بوكساسة |  | - مارسيل فوتسو - جيل أوغوستين بينيا - مارسيل روجيه كيبونغ - إيزيكيال ندواسل |

### كرة اليد
| - عبد الكريم بن جميل - مصطفى دوبالة - علي هود - عبد السلام بن مغسولة |  | - نصر الدين بسجراري - سليم نجال - عبد الجليل بوعناني |

### كرة السلة
- محمد بو مدين
- سيد أحمد مقني

## إنجازات النادي

### كرة القدم

#### الإنجازات المحلية
- البطولة الوطنية الجزائرية (4)
  - البطل : 1971، 1988، 1992 و1993
  - الوصيف : 1968، 1969، 1985، 1987، 1990، 1995، 1996، 1997 و2000
- كأس الجمهورية الجزائرية (4)
  - البطل : 1975، 1984، 1985 و1996
  - الوصيف : 1998 و2002
- كأس السوبر الجزائري (0)
  - الوصيف : 1992
- كأس الرابطة الوطنية الجزائرية (1)
  - البطل : 1996
  - الوصيف : 2000

#### الإنجازات الدولية
- دوري أبطال إفريقيا (0)
  - المشاركة : 1989، 1993 و1994
  - الوصيف : 1989
- كأس إفريقيا للأندية الفائزة بالكؤوس (0)
  - المشاركة : 1985، 1986 و1997
  - الدور ربع النهائي : 1997
- كأس الكونفدرالية الإفريقية للأندية (0)
  - المشاركة : 1996، 1998 و2005
  - الدور ربع النهائي : 1996
- دوري أبطال العرب (0)
  - المشاركة : 1988 بالشارقة، 2001 بالدوحة، 2004 ببيروت و2008
  - الوصيف : 2001 بالدوحة
- البطولة العربية للأندية الفائزة بالكؤوس (2)
  - المشاركة : 1997 بالإسماعيلية، 1998 ببيروت و1999 بالكويت
  - البطل : 1997 بالإسماعيلية و1998 ببيروت
- كأس السوبر العربي (1)
  - المشاركة : 1998 بتونس و1999 بدمشق
  - البطل : 1999 بدمشق
- الكأس المغاربية للأندية البطلة (0)
  - الوصيف : 1973

#### أرقام قياسية للنادي
- أفضل نادي في دوري أبطال إفريقيا عام 1989
- أفضل نادي إفريقي عام 1989
- أفضل نادي جزائري في عشرية التسعينات
- النادي الجزائري الوحيد الذي فاز بالبطولة العربية للأندية الفائزة بالكؤوس (تتويج مرتين عامي 1997 و1998)
- النادي الجزائري الوحيد الذي فاز بكأس السوبر العربي (عام 1999)
- النادي الجزائري الوحيد الذي لعب كل مواسم البطولة الجزائرية للقسم الأول ما عدى موسم واحد 2008-2009 (رقم قياسي جزائري)
- وصيف بطل الدوري الجزائري 9 مرات (رقم قياسي جزائري)
- الوصول إلى الدور نصف النهائي في كأس الجمهورية الجزائرية 20 مرة (رقم قياسي جزائري)

### كرة اليد

#### الإنجازات المحلية
- البطولة الجزائرية لكرة اليد (2)
  - البطل : 1983 و1992
- كأس الجمهورية الجزائرية لكرة اليد (2)
  - البطل : 1984 و1986

#### الإنجازات الدولية
- كأس إفريقيا للأندية الفائزة بالكؤوس (1)
  - البطل : 1987 ببور سعيد
  - الوصيف : 1988 بوهران
- البطولة العربية للأندية البطلة (3)
  - البطل : 1983 بوهران، 1984 بسيهات و1988 بتونس العاصمة
  - الوصيف : 1994 بدرعا
  - الثالث : 1985 بدمشق

### كرة السلة
- البطولة الجزائرية لكرة السلة (1)
  - البطل : 1984
- كأس الجمهورية الجزائرية لكرة السلة (1)
  - البطل : 1990
  - الوصيف : 1991

## الفروع الرياضية للنادي
| - ألعاب القوى - مولودية وهران (ألعاب القوى) - كرة السلة - مولودية وهران (كرة السلة) - الملاكمة - مولودية وهران (الملاكمة) |  | - سباق الدراجات - مولودية وهران (سباق الدراجات) - كرة القدم - مولودية وهران (كرة القدم) - كرة اليد - مولودية وهران (كرة اليد) |  | - المبارزة - مولودية وهران (المبارزة) - السباحة - مولودية وهران (السباحة) - كرة الطائرة - مولودية وهران (كرة الطائرة) |

## وصلات خارجية
- (بالعربية) الموقع الرسمي لمولودية وهران بالعربية
- (بالفرنسية) الموقع الرسمي لمولودية وهران بالفرنسية
- (بالعربية) الحمراوة - منتديات مولودية وهران